# Земетчинский район
Земе́тчинский райо́н — административно-территориальная единица (район) и муниципальное образование (муниципальный район) в Пензенской области России.
Административный центр — посёлок городского типа Земетчино.

## География
Район расположен в северо-западной части Пензенской области, занимает территорию 2103,2 км². Граничит на востоке с Вадинским районом, на юге — с Башмаковским районом Пензенской области, на западе — с Тамбовской областью, на севере с Рязанской областью и Мордовией.

## История
Район образован 16 июля 1928 года в составе Тамбовского округа Центрально-Чернозёмной области.
С 13 июня 1934 года район в составе Воронежской области, с 27 сентября 1937 года — в Тамбовской области.
4 февраля 1939 года район передан в состав вновь образованной Пензенской области.
30 апреля 1941 года из Земетчинского района в Салтыковский были переданы Колударовский, Краснодубравский, Морсовский, Салтыковский, Софьинский, Сядемский, Чернопосельский и Юрсовский с/с.
4 октября 1958 года к Земетчинскому району были присоединены Колударовский, Краснодубравский, Морсовский, Салтыковский, Сядемский, Чернопосельский и Юрсовский сельсоветы упразднённого Салтыковского района.
В 1963—1965 годах в состав района входила территория упразднённого Вадинского района.

## Население
| 1939    | 1959    | 1970    | 1979    | 1989    | 2002    | 2009    |
| ------- | ------- | ------- | ------- | ------- | ------- | ------- |
| 77 358  | ↗77 520 | ↘63 784 | ↘48 406 | ↘38 566 | ↘31 072 | ↘26 547 |
| 2010    | 2011    | 2012    | 2013    | 2014    | 2015    | 2016    |
| ↘24 674 | ↘24 500 | ↘23 903 | ↘23 241 | ↘22 635 | ↘22 164 | ↘21 577 |
| 2017    | 2018    | 2021    |         |         |         |         |
| ↘21 175 | ↘20 636 | ↘19 240 |         |         |         |         |

### Урбанизация
В городских условиях (рабочий посёлок Земетчино) проживают  50,01 % населения района.

## Административное деление
В Земетчинский район как административно-территориальное образование входят 1 рабочий посёлок (пгт) и 10 сельсоветов.
2 ноября 2004 года согласно Закону Пензенской области № 690-ЗПО в Земетчинском муниципальном районе было образовано 16 муниципальных образований, в том числе 1 городское поселение (рабочий посёлок Земетчино) и 15 сельских поселений (сельсоветов): Большеижморский, Вяземский, Кирилловский, Краснодубравский, Матчерский, Морсовский, Отормский, Пролетарский, Раевский, Рянзенский, Салтыковский, Усердинский, Ушинский, Черноярский, Юрсовский.
15 сентября 2010 года Законом Пензенской области № 1946-ЗПО упразднены Вяземский сельсовет с включением в состав Краснодубравского сельсовета, Отормский сельсовет с включением в состав Салтыковского сельсовета, Рянзенский сельсовет с включением в состав Пролетарского сельсовета, Усердинский сельсовет с включением в состав Раевского сельсовета, Черноярский сельсовет с включением в состав Морсовского сельсовета. Таким образом в составе Земетчинского района осталось 1 городское и 10 сельских послелений (сельсоветов).
| №        | Муниципальное образование  | Административный центр    | Количество населённых пунктов | Население | Площадь, км2 |
| -------- | -------------------------- | ------------------------- | ----------------------------- | --------- | ------------ |
| 1e-06    | Городское поселение:       |                           |                               |           |              |
| 1        | рабочий посёлок Земетчино  | рабочий посёлок Земетчино | 4                             | ↘9710     | 90,24        |
| 1.000002 | Сельские поселения:        |                           |                               |           |              |
| 2        | Большеижморский сельсовет  | село Большая Ижмора       | 3                             | ↘1117     | 118,73       |
| 3        | Кирилловский сельсовет     | село Кириллово            | 7                             | ↘496      | 183,50       |
| 4        | Краснодубравский сельсовет | село Красная Дубрава      | 6                             | ↘1007     | 191,98       |
| 5        | Матчерский сельсовет       | село Матчерка             | 2                             | ↘702      | 95,05        |
| 6        | Морсовский сельсовет       | село Морсово              | 6                             | ↘501      | 301,60       |
| 7        | Пролетарский сельсовет     | посёлок Пролетарский      | 13                            | ↘1624     | 236,29       |
| 8        | Раевский сельсовет         | село Раево                | 8                             | ↘888      | 232,71       |
| 9        | Салтыковский сельсовет     | село Салтыково            | 7                             | ↘976      | 234,72       |
| 10       | Ушинский сельсовет         | село Ушинка               | 1                             | ↘893      | 98,36        |
| 11       | Юрсовский сельсовет        | посёлок Пашково           | 6                             | ↘1326     | 319,98       |

### Населённые пункты
В Земетчинском районе 63 населённых пункта.
| №  | Населённый пункт | Тип                     | Население | Муниципальное образование  |
| -- | ---------------- | ----------------------- | --------- | -------------------------- |
| 1  | Александровка    | деревня                 | 1         | Морсовский сельсовет       |
| 2  | Андреевка        | деревня                 | 3         | Краснодубравский сельсовет |
| 3  | Большая Ижмора   | село                    | ↘960      | Большеижморский сельсовет  |
| 4  | Веселая          | деревня                 | 12        | Юрсовский сельсовет        |
| 5  | Выша             | село                    | ↘99       | Кирилловский сельсовет     |
| 6  | Вяземка          | село                    | ↘680      | Краснодубравский сельсовет |
| 7  | Генералово       | деревня                 | 5         | Раевский сельсовет         |
| 8  | Гоголев Бор      | село                    | ↘122      | Кирилловский сельсовет     |
| 9  | Голубцы          | посёлок                 | 3         | Морсовский сельсовет       |
| 10 | Городище         | посёлок                 | 0         | Кирилловский сельсовет     |
| 11 | Графинино        | деревня                 | 37        | рабочий посёлок Земетчино  |
| 12 | Дашково          | железнодорожная станция | 13        | Раевский сельсовет         |
| 13 | Десятый Октябрь  | посёлок                 | 48        | Большеижморский сельсовет  |
| 14 | Долгово          | село                    | ↘267      | Раевский сельсовет         |
| 15 | Дубрава          | посёлок                 | 0         | Пролетарский сельсовет     |
| 16 | Ждановка         | деревня                 | 19        | Пролетарский сельсовет     |
| 17 | Заводской        | посёлок                 | 2         | Салтыковский сельсовет     |
| 18 | Земетчино        | рабочий посёлок         | ↗9622     | рабочий посёлок Земетчино  |
| 19 | Кириллово        | село                    | ↘538      | Кирилловский сельсовет     |
| 20 | Кировский        | посёлок                 | 59        | Раевский сельсовет         |
| 21 | Колударово       | село                    | ↘84       | Салтыковский сельсовет     |
| 22 | Красная Дубрава  | село                    | ↘574      | Краснодубравский сельсовет |
| 23 | Красная Звезда   | посёлок                 | 4         | Пролетарский сельсовет     |
| 24 | Красная Сушка    | посёлок                 | 17        | Кирилловский сельсовет     |
| 25 | Красное Знамя    | посёлок                 | 13        | Пролетарский сельсовет     |
| 26 | Крутец           | село                    | ↘21       | Пролетарский сельсовет     |
| 27 | Крым             | посёлок                 | 0         | Юрсовский сельсовет        |
| 28 | Лачиново         | деревня                 | 46        | Краснодубравский сельсовет |
| 29 | Лебедянка        | деревня                 | 91        | Пролетарский сельсовет     |
| 30 | Лесное           | село                    | ↘15       | Пролетарский сельсовет     |
| 31 | Люмберцы         | посёлок                 | 6         | Матчерский сельсовет       |
| 32 | Малая Ижмора     | село                    | ↘582      | Большеижморский сельсовет  |
| 33 | Матчерка         | село                    | ↘1046     | Матчерский сельсовет       |
| 34 | Морсово          | село                    | ↘575      | Морсовский сельсовет       |
| 35 | Нарышкино        | деревня                 | 0         | рабочий посёлок Земетчино  |
| 36 | Никитовка        | посёлок                 | 14        | Кирилловский сельсовет     |
| 37 | Никольское       | деревня                 | 12        | Морсовский сельсовет       |
| 38 | Ниловка          | деревня                 | 15        | Пролетарский сельсовет     |
| 39 | Новая Стефия     | посёлок                 | 5         | Салтыковский сельсовет     |
| 40 | Новоалексеевский | посёлок                 | 12        | Пролетарский сельсовет     |
| 41 | Новый Работник   | посёлок                 | 13        | Юрсовский сельсовет        |
| 42 | Ольховка         | деревня                 | 8         | Салтыковский сельсовет     |
| 43 | Оторма           | село                    | ↘443      | Салтыковский сельсовет     |
| 44 | Пашково          | посёлок                 | ↘1433     | Юрсовский сельсовет        |
| 45 | Пешая            | деревня                 | 49        | Пролетарский сельсовет     |
| 46 | Пешенское        | село                    | ↘99       | Раевский сельсовет         |
| 47 | Пролетарский     | посёлок                 | ↘1205     | Пролетарский сельсовет     |
| 48 | Раево            | село                    | ↘545      | Раевский сельсовет         |
| 49 | Русская Поляна   | деревня                 | 13        | Кирилловский сельсовет     |
| 50 | Рянза            | село                    | ↘378      | Пролетарский сельсовет     |
| 51 | Салтыково        | село                    | ↘812      | Салтыковский сельсовет     |
| 52 | Смирновское      | село                    | ↘85       | рабочий посёлок Земетчино  |
| 53 | Сокровка         | деревня                 | 0         | Юрсовский сельсовет        |
| 54 | Старополянское   | село                    | ↘242      | Пролетарский сельсовет     |
| 55 | Сычевка          | деревня                 | 16        | Салтыковский сельсовет     |
| 56 | Сядемка          | село                    | ↘295      | Краснодубравский сельсовет |
| 57 | Табаковка        | село                    | ↘78       | Раевский сельсовет         |
| 58 | Усердино         | село                    | ↘270      | Раевский сельсовет         |
| 59 | Ушинка           | село                    | ↘893      | Ушинский сельсовет         |
| 60 | Чернопоселье     | село                    | ↘1        | Морсовский сельсовет       |
| 61 | Чернояр          | село                    | ↘268      | Морсовский сельсовет       |
| 62 | Чернышево        | село                    | ↘12       | Краснодубравский сельсовет |
| 63 | Юрсово           | село                    | ↘257      | Юрсовский сельсовет        |

Упразднённые населённые пункты:
- 1997 год — поселок Софьинский Раевского сельсовета; поселок Москва-Река Черноярского сельсовета; деревня Софьино Юрсовского сельсовета[23].
- 2001 год — поселок Новый Ручеёк[24]
- 2004 год — поселки Завидный, Серебряково и Васькин Бор[25].

- 2006 год — деревня Кита-Лаговщина Краснодубравского сельсовета; поселки Разин Матчерского сельсовета, Вышеозёрский Морсовского сельсовета, Старая Стефия Отормского сельсовета, Софьинский Юрсовского сельсовета[26].

- 2015 год — деревня Михайловка Морсовского сельсовета [27].

## Транспорт
Районный центр имеет ежедневное автобусное сообщение с Пензой. Автородога «Земетчино—Вадинск—Кувак-Никольское» связывает его с федеральной трассой М5 «Урал» и через неё с Пензой, а дорога «Земетчино—Поим» — с трассой Р209 «Пенза—Тамбов».